# St. Marien (Wesel)
St. Marien ist eine römisch-katholische Kirche im Weseler Stadtteil Flüren.

## Lage
Die Kirche St. Marien befindet sich im nordwestlichen Weseler Stadtteil Flüren. Sie liegt am Rand der Kreuzung der Bislicher Straße und des Flürener Wegs, bei denen es sich um die beiden Hauptachsen des Stadtteils handelt. Die Distanz zum lokalen Marktplatz beträgt rund 150 Meter. Zum Flürener Weg hin liegen ein Kirchenvorplatz und das Pfarrhaus und an der Bislicher Straße befinden sich ein Pfarrheim und ein Kindergarten.

## Geschichte
Flüren war über Jahrhunderte ein kleines ländliches Dorf, das von Wesel aus verwaltet wurde und weder eine evangelische noch eine katholische Kirche besaß. Die Katholiken des Ortes gehörten zur Gemeinde St. Martini in der Weseler Innenstadt und hatten dadurch einen langen Kirchweg. Durch die Errichtung der Herz-Jesu-Kirche im Weseler Ortsteil Feldmark war die räumliche Entfernung zur nächstgelegenen Kirche ab 1920 deutlich geringer, betrug aber weiterhin mehrere Kilometer.
Nach dem Zweiten Weltkrieg entwickelte sich Flüren in kurzer Zeit von einem ländlich geprägten Dorf mit wenigen hundert Einwohnern zu einem mehrere tausend Bewohner zählenden Vorort von Wesel. Als sich diese Entwicklung 1952 bereits abzeichnete, wurden erste Pläne zum Bau einer eigenen katholischen Kirche gefasst und im Februar 1953 durch die Gründung eines Kirchbauvereins vorangetrieben. 1955 begann der Architekt Hans Ostermann mit der Planung des Gebäudes und 1956 wurde mit dem Bau begonnen. Nach einem Jahr Bauzeit wurde die Kirche am 22. August 1957 geweiht und erhielt den Namen Herz-Mariä-Kirche. Im Dezember 1963 wurde die Kirche zu einem Pfarrrektorat und zwei Jahre später zu einer eigenständigen Pfarrei, nachdem sie anfangs der Pfarrei von Herz-Jesu angehört hatte. 1964 wurden der angrenzende Kindergarten und das Pfarrhaus fertiggestellt. Im Juni 1969 wurde das Pfarrheim eingeweiht.
Im Zuge von Umbaumaßnahmen wurden 1972 das Kirchenschiff und der Kirchturm erheblich vergrößert. Dabei erhielt die Kirche auch die Glocke des ehemaligen Kartäuserklosters auf der bei Flüren am Rhein gelegenen Insel Grav. Dieses war im Spätmittelalter vom Klever Herzog und Landesherren Adolf I. gegründet worden. 1987 wurde das Patronat der Kirche von „Mariä Herz“ in „Maria Königin“ geändert, was dem Patronat des historischen Kartäuserklosters entspricht. Die Kirche wird heute einfach als St. Marien oder als Marienkirche bezeichnet. 2004 endete die Selbstständigkeit der Pfarrei durch eine Fusion mit der Herz-Jesu-Gemeinde und bereits im Folgejahr kam es zu einer weiteren Fusion zur Pfarrgemeinde St. Johannes mit Sitz in Bislich. Im Mai 2013 wurde diese Teil der Großpfarrei St. Nikolaus, welche die neun katholischen Kirchen im rechtsrheinischen Weseler Stadtgebiet umfasst.